# Vena porta hepàtica
La vena porta hepàtica o, habitualment i senzillament, vena porta és un vas sanguini que transporta la sang del tracte gastrointestinal, vesícula biliar, pàncrees i melsa al fetge. Aquesta sang conté nutrients i toxines extretes del contingut digerit. Aproximadament el 75% del flux sanguini total del fetge passa per la vena porta, i la resta prové de l'artèria hepàtica pròpia. La sang surt del fetge per les venes hepàtiques per anar al cor.
La vena porta no és una veritable vena, perquè condueix la sang als llits capil·lars del fetge i no directament al cor. És un component principal del sistema portal hepàtic, un dels tres sistemes venosos portals del cos humà; els altres són els sistemes de portals hipofisiari i renal.
La vena porta normalment es forma per la confluència de la mesentèrica superior, les venes esplèniques, la mesentèrica inferior, les venes gàstriques esquerra i dreta, i la vena pancreàtica.
Hi ha trastorns que afectes la vena porta causant malalties i morts. Un exemple important d'un d'aquests trastorn és la pressió arterial elevada a la vena porta. Aquest trastorn, anomenat hipertensió portal, és una complicació important de la cirrosi. En l'obesitat abdominal els greixos, les citocines inflamatòries i altres substàncies tòxiques són transportades per la vena porta des del greix visceral al fetge, donant lloc a la resistència a la insulina i malaltia del fetge gras no alcohòlic.

## Conseqüències fisiològiques
El fet que el fetge tracti de seguit la sang que conté els productes de la digestió permet una desintoxicació significativa de substàncies perilloses.

## Implicacions terapèutiques
Molts fàrmacs es degraden en gran manera per l'efecte d'aquest primer pas de la sang a través del fetge. Per evitar aquesta degradació, certes substàncies s'administren per una via capaç d'assolir la circulació sanguínia general sense passar pel filtre del fetge, per exemple per via sublingual o subcutània.